# Joey Didulica
Joseph Anthony Didulica (ur. 14 października 1977 w Geelong w Australii) – australijsko-chorwacki piłkarz grający na pozycji bramkarza.

## Pochodzenie
Didulica urodził się w Geelong w stanie Wiktoria. Ojciec Josepha, Luka, jest Chorwatem i wyemigrował do Australii w latach 70. Z kolei matka Josepha, Mary, jest Australijką pochodzenia chorwackiego.

## Kariera klubowa
Didulica piłkarską karierę zaczynał w zespole North Geelong Warriors. W 1996 roku przeszedł do silniejszego Melbourne Knights, w którym grało wówczas wielu Australijczyków pochodzenia chorwackiego. W 1999 roku na zasadzie wolnego transferu trafił do holenderskiego Ajaksu Amsterdam. Tam jednak przez 4 lata nie zdołał wywalczyć miejsca w podstawowym składzie, a na część sezonu 2001/2002 był wypożyczony do belgijskiego klubu Germinal Beerschot Antwerpia. Z Ajaksem był tylko raz Mistrzem Holandii w roku 2002. W 2003 roku Didulica przeszedł za darmo do Austrii Wiedeń. Tam walczył o miejsce w podstawowym składzie z Niemcem Markiem Zieglerem oraz Węgrem Szabolcsem Sáfárem i to właśnie Didulica został tym pierwszym bramkarzem. Z Austrią Didulica został jeden raz Mistrzem Austrii w sezonie 2005/2006 i dwukrotnie zdobył Puchar Austrii (2005 i 2006). Latem 2006 roku został sprzedany za 1,5 mln euro do AZ Alkmaar, w którym stał się pierwszym bramkarzem, ale po rozegraniu 7 meczów doznał kontuzji i do końca sezonu 2006/2007 nie pojawił się na boisku. W sezonie 2007/2008 nie rozegrał ani jednego spotkania. W AZ grał do 2011 roku, kiedy to zakończył karierę.
| Sezon   | Klub                         | Kraj      | Rozgrywki              | Mecze | Bramki |
| ------- | ---------------------------- | --------- | ---------------------- | ----- | ------ |
| 1996/97 | Melbourne Knights            | Australia | National Soccer League | 21    | 0      |
| 1997/98 | Melbourne Knights            | Australia | National Soccer League | 22    | 0      |
| 1998/99 | Melbourne Knights            | Australia | National Soccer League | 17    | 0      |
| 1999/00 | AFC Ajax                     | Holandia  | Eredivisie             | 0     | 0      |
| 2000/01 | AFC Ajax                     | Holandia  | Eredivisie             | 0     | 0      |
| 2001/02 | Germinal Beerschot Antwerpia | Belgia    | Eerste Klasse          | 2     | 0      |
| 2001/02 | AFC Ajax                     | Holandia  | Eredivisie             | 8     | 0      |
| 2002/03 | AFC Ajax                     | Holandia  | Eredivisie             | 8     | 0      |
| 2003/04 | Austria Wiedeń               | Austria   | Bundesliga             | 23    | 0      |
| 2004/05 | Austria Wiedeń               | Austria   | Bundesliga             | 33    | 0      |
| 2005/06 | Austria Wiedeń               | Austria   | Bundesliga             | 29    | 0      |
| 2006/07 | AZ Alkmaar                   | Holandia  | Eredivisie             | 7     | 0      |
| 2007/08 | AZ Alkmaar                   | Holandia  | Eredivisie             | 0     | 0      |
| 2008/09 | AZ Alkmaar                   | Holandia  | Eredivisie             | 8     | 0      |
| 2009/10 | AZ Alkmaar                   | Holandia  | Eredivisie             | 9     | 0      |
| 2010/11 | AZ Alkmaar                   | Holandia  | Eredivisie             | 5     | 0      |

## Kariera reprezentacyjna
Didulica mógł grać w reprezentacji Australii, ale ostatecznie zdecydował się grać w reprezentacji kraju swoich rodziców. Tłumaczył to także tym, że reprezentacja Australii nie zakwalifikowała się do Mistrzostw Świata od 30 lat. W reprezentacji Chorwacji zadebiutował 28 kwietnia 2004 roku w wygranym 1:0 meczu z reprezentacją Maceodnii. Duża konkurencja w reprezentacji sprawia, że Didulica jest dopiero trzecim jej bramkarzem po Stipie Pletikosie i Tomislavie Butinie. Selekcjoner Zlatko Kranjčar powołał Didulicę do kadry na Mistrzostwa Świata w Niemczech. Tam jednak nie zagrał ani minuty. W reprezentacji Chorwacji rozegrał 4 spotkania.